# Rogowo-Kolonia
Rogowo-Kolonia – kolonia w Polsce położona w województwie podlaskim, w powiecie białostockim, w gminie Choroszcz.
W latach 1975–1998 miejscowość administracyjnie należała do województwa białostockiego.